# 和歌山県道172号千田箕島線
和歌山県道172号千田箕島線（わかやまけんどう172ごう ちだみのしません）は、和歌山県有田市を通る一般県道である。

## 概要
有田市千田から有田市箕島に至る。
起点から終点にかけて比較的走りやすい2車線道ではあるが、有田川を渡河する保田橋だけが1.5車線である。

### 路線データ
- 起点：和歌山県有田市千田（和歌山県道20号有田湯浅線交点）
- 終点：和歌山県有田市箕島（安諦橋北詰交差点、国道480号上、和歌山県道174号箕島停車場線終点）
- 実延長：3.4 km

## 路線状況

### 重複区間
- 国道480号（有田市山田原・保田橋北詰交差点 - 有田市箕島・安諦橋北詰交差点（終点））

### 道路施設

#### 橋梁
- 保田橋（有田川、有田市）

## 地理

### 通過する自治体
- 有田市

### 交差する道路
| 交差する道路                                       | 交差する場所 | 交差する場所             |
| -------------------------------------------------- | ------------ | ------------------------ |
| 和歌山県道20号有田湯浅線                           | 千田         | 起点                     |
| 国道42号                                           | 辻堂         | 保田橋南詰交差点         |
| 国道480号 重複区間起点                             | 山田原       | 保田橋北詰交差点         |
| 国道42号 / 有田海南道路                            | 新堂         | 有田サンブリッジ北交差点 |
| 国道480号 重複区間終点 和歌山県道174号箕島停車場線 | 箕島         | 安諦橋北詰交差点 / 終点  |

### 沿線
- 有田川
- 和歌山県立箕島高等学校
- 有田市役所
- 有田市立有和中学校
- 有田市立箕島小学校